# Bufonia calderae
Bufonia calderae är en nejlikväxtart som beskrevs av J. Chrtek, B. Krísa. Bufonia calderae ingår i släktet Bufonia och familjen nejlikväxter. Inga underarter finns listade i Catalogue of Life.